# خشمة ابن حلاف
خشمة بن حلاف منطقة عراقية مرتفعة (ظهرة) جنوب غرب ناحية بصية في قضاء السلمان بمحافظة المثنى في البادية العراقية بجنوب العراق في طريق بصية إلى الرخيمية.  البُعد 35 كيلومتراً بين بصية شرقاً وخشمة ابن حلاف غرباً.